# BC Dinamo Tbilisi
BC Dinamo Tbilisi (gruzínsky: საკალათბურთო კლუბი დინამო) je mužský basketbalový klub z gruzínského hlavního města Tbilisi. Byl založen roku 1934. Svou vrcholnou éru prožil v 50. a 60. letech 20. století, kdy patřil k nejlepším klubům Evropy. Jeho největším úspěchem je vítězství v nejprestižnější evropské klubové soutěži Eurolize (tehdy Pohár evropských mistrů) v sezóně 1961/62. V sezóně 1959/60 se probojoval do finále Euroligy, kde podlehl ASK Riga. Jednou hrál též finále druhé nejvýznamnější evropské klubové soutěže, Poháru vítězů pohárů (1968–69), v němž byl poražen tehdejším československým klubem Slavia VŠ Praha (dnešní USK). Čtyřikrát se stal mistrem Sovětského svazu (1949–50, 1952–53, 1953–54, 1967–68), třikrát získal sovětský pohár (1949, 1950, 1969), je šestinásobným mistrem Gruzie (1990–91, 1991–92, 2002–03, 2013–14, 2016–17, 2017–18) a trojnásobným vítězem gruzínského poháru (2004, 2015, 2016). Významnou osobností klubu byl Otar Korkia, který se do jeho dějin zapsal jako hráč i jako úspěšný trenér, právě on Dinamo dovedl z pozice trenéra k jeho největšímu mezinárodnímu úspěchu. Své domácí zápasy Dinamo hraje v Paláci sportu ve Tbilisi, který má kapacitu 9700 diváků. Klubovými barvami jsou modrá a bílá. Ke spolumajitelům klubu patří od roku 2018 známý gruzínský basketbalista Zaza Pačulija.